# Fglrx
fglrx (abreviación de FireGL and Radeon X driver) es el nombre del controlador gráfico para Linux de las tarjetas ATI Radeon y ATI FireGL. 
fglrx contiene partes de código abierto y partes de código cerrado.
Para disponer de renderizado directo a través de la tarjeta de vídeo, el controlador requiere que el módulo DRI esté instalado en el núcleo.

## Versiones
Existen versiones para XFree86 y X.Org en arquitecturas x86 y x86-64. ATI libera una nueva versión del controlador aproximadamente cada mes.
| Versión       | Fecha                     | Resumen de los cambios |
| Catalyst 9.9  | 2009-09-09                | Soporte para OpenSUSE 11.1 y soporte para SLED y SLES 10 SP3. Reparación de errores. |
| Catalyst 9.8  | 2009-08-17                | Soporte para Linux 2.6.29 y 2.6.30, XrandR 1.2, OpenGL 3.1, Reparación de errores. |
| Catalyst 9.7  | 2009-07-23                | Soporte para RedFlag DT 7.0. Reparación de errores. |
| Catalyst 9.6  | 2009-06-14                | Soporte para X Server 1.7, soporte para SUSE Linux Enterprise Desktop 11. Soporte para Red Hat Enterprise Linux 4.8. Renderizado multivista de hasta cuatro GPUs mediante Xinerama con cualquier combinación de Radeon HD 2000, 3000, 4000.                   |
| Catalyst 9.5  | 2009-05-18                | Solo reparación de errores. |
| Catalyst 9.4  | 2009-04-17                | X Server 1.6 (soporte), Ubuntu 9.04 (soporte). Pérdida de soporte para Radeon R500 y antiguas GPUs (por ejemplo, Radeon X1950 e inferiores). |
| Catalyst 9.3  | 2009-03-27                | soporte mejorado OpenGL, última versión con soporte para tarjetas pre X2xxx (pre DirectX10) |
| Catalyst 9.2  | 2009-02-20                | Solo reparación de errores. |
| Catalyst 9.1  | 2009-01-29                | Soporte para OpenGL 3.0. Soporte híbrido Crossfire. Soporte multivista. Soporte de producción para Ubuntu 8.10. |
| Catalyst 8.12 | 2008-12-10                | Soporte para Ubuntu 8.10. El "Catalyst Control Center" ahora muestra el ancho de banda del bus y la memoria. Soporte ATI Stream Computing. Soporte SurroundView (renderizado múltiple de aplicaciones OpenGL a través de visualizadores simples o múltiples). |
| Catalyst 8.11 | 2008-11-12                | Soporte para RHEL 4.7. Soporte Xorg 7.4 (Xserver 1.5) . Escalado de visualizadores para las temporizaciones estándar de TV. El "Catalyst Control Center", ahora indica cuando una aplicación se ejecuta en el modo CrossFireX.                                |
| Catalyst 8.10 | 2008-10-15                | Solo reparación de errores. |
| Catalyst 8.9  | 2008-09-17                | Soporte para Red Flag DT6SP1, OpenSUSE 11. |
| Catalyst 8.8  | 2008-08-20                | Soporte para CrossFireX, adaptivo antialiasing, overclocking, MultiView. |
| Catalyst 8.7  | 2008-07-21                | Soporte para Ubuntu 8.04 xorg 7.3 (no 8.10 con xorg 7.4), OpenSUSE 11, Red Flag DT 7.0. |
| Catalyst 8.6  | 2008-06-18                | Soporte del formato de pixel UYVY y YUY2, para representación de flujos de vídeo entrelazados. Soporte para Radeon HD 4850/4870 |
| Catalyst 8.5  | 2008-05-21                | Catalyst A.I., mejorada el rendimiento 2D, soporte en instalación DKMS , Soporte Linux 2.6.25. |
| Catalyst 8.4  | 16 de abril de 2008       | Soporte "Early look" para Ubuntu 8.04 ("Hardy Heron"). Arreglados errores en Xvideo. Actualización de los scripts de empaquetado. |
| Catalyst 8.3  | 5 de marzo de 2008        | Soporte Xvideo para Xpress 1200. Arreglados bloqueos con Xvideo. Solucionados errores con el ajuste de brillo. |
| Catalyst 8.2  | 13 de febrero de 2008     | Arreglados errores al cambiar de resolución con ciertas configuraciones, arreglados errores varios. |
| Catalyst 8.1  | 18 de enero de 2008       | Reparado un error de corrupción de pantalla tras un largo periodo de uso, Arreglados los errores al suspender o hibernar el sistema. |
| Catalyst 7.12 | 20 de diciembre de 2007   | Soporte para FireGL, Arreglado un memory leak en OpenGL. |
| Catalyst 7.11 | 21 de noviembre de 2007   | Soporte para early-look y soporte a nuevos sistemas operativos. |
| 8.42.3        | 23 de octubre de 2007     | Soporte paraAIGLX y soporte para Xserver 1.4. |
| 8.41.7        | 12 de septiembre de 2007  | HD 2xxx (R600). |
| 8.40.4        | 13 de agosto de 2007.     | Salida de televisión. Release Notes |
| 8.39.4        | 21 de julio de 2007.      | El módulo funciona correctamente en el kernel Linux versión 2.6.22. |
| 8.38.7        | 28 de junio de 2007.      | Solucionados problemas en fallos de segmentación usando aticonfig --initial |
| 8.38.6        | 25 de junio de 2007.      | Agregado soporte a RHEL5, solucionados problemas moviendo ventanas entre varias pantallas y solucionados problemas de reproducción de múltiples vídeos simultáneamente. Release Notes                                                                         |
| 8.37.6        | 31 de mayo de 2007.       | Agregado Catalyst Control Center versión 1.0. Release Notes |
| 8.36.5        | 18 de abril de 2007.      | Soporte para el kernel de Linux 2.6.20. Release Notes |
| 8.35.5        | 28 de marzo de 2007.      | Agregada versión beta de 'AMD Catalyst Control Center': Linux Edition' para reemplazar el 'FireGL Control panel' Release Notes |
| 8.34.8        | 21 de febrero de 2007.    | Agregado soporte para ATI Xpress™ 1250 IGP. Release Notes |
| 8.33.6        | 10 de enero de 2007.      | Agregado soporte para X.Org 7.2 y kernel de Linux versión 2.6.19. Release Notes |
| 8.32.5        | 13 de diciembre de 2006.  | Agregado soporte para ATI Radeon® X1650 y X.Org 7.2 RC2. Release Notes |
| 8.29.6        | 20 de septiembre de 2006. | Agregado soporte para el kernel de Linux versión 2.6.18. Eliminado el soporte para tarjetas basadas en Radeon R200 (ejemplo: Las series Radeon 8500 hasta 9250). Release Notes                                                                                |
| 8.28.8        | 18 de agosto de 2006.     | Agregado soporte para ATI Radeon Xpress 1200, 1250 y 1300. Publicado el instalador genérico que identifica automáticamente los dispositivos. Se conocen algunos problemas con XVideo y esta versión de fglrx. release notes                                   |
| 8.27.10       | 27 de julio de 2006.      | Agregado soporte para X.Org 7.1. Solucionados problemas relacionados con OpenGL y Java2D. La salida de televisión continua sin funcionar en Radeon X1x00 y los problemas con OpenGL usando Radeon 9000 no han sido corregidos.                                |
| 8.26.18,      | 26 de junio de 2006.      | Esta versión de fglrx contiene cambios menores. |
| 8.25.18       | 24 de mayo de 2006.       | Agregado soporte para FireGL V7350, V7300, V7200, V5200, V3400, V3350 & V2200 y habilitado el soporte para DPMS por defecto. |
| 8.24.8        | 18 de abril de 2006.      | Agregado soporte para X.Org 7.0 y el kernel de Linux versión 2.6.16. release notes |

## Nueva arquitectura del controlador
El 5 de septiembre de 2007, AMD anuncia (Nota de prensa (enlace roto disponible en Internet Archive; véase el historial, la primera versión y la última).) su nueva arquitectura para fglrx, que incluye soporte para Radeon HD 2000 R600, AIGLX, y mejoras en el rendimiento.
El rendimiento del nuevo controlador, supera al anterior en un 90% más de velocidad.

## Críticas
El driver fglrx de ATI ha sido duramente criticado por los seguidores del software libre más conocidos, como Richard Stallman entre otros, debido a ser en parte de código cerrado.

## Alternativas
La mayoría de tarjetas gráficas funcionan a pequeñas resoluciones y sin aceleración gráfica usando el controlador genérico vesa.
Además, existen algunos controladores libres para algunas tarjetas gráficas de ATI como lo son radeon, r128 y atimisc, sin embargo, estos controladores solo funcionan en chipsets r200, r300 y r400, aunque existe un proyecto en desarrollo para soportar r520.